# Democrate
Democrate (Taranto, III secolo a.C. – ...) fu un navarco della flotta di Taranto, durante la seconda guerra punica.
Nel 210 a.C. era al comando della flotta tarentina, alleata con i Cartaginesi di Annibale, che distrusse la flotta romana a Sapriporte. Per celebrare quella vittoria fu inciso il suo nome su una lapide dedicata agli Dei marittimi ed equestri: "Festum pro victoria annum - Diis Maritimis et - Equestribus Diis Senatus Populusque - Tarentinorum - Curante Democrate - Imperatore ex voto - Bellicosae iuventutis".
Morì valorosamente combattendo contro i Romani che assediavano Taranto nel 209 a.C..